# Ерта Кітт
Е́рта Мей Кітт (17 січня 1927 , Норт, Південна Кароліна, США  — 25 грудня 2008 , Вестон, Коннектикут, США ) — американська співачка і актриса; зірка кабаре, що прославилася своїм «муркаючим» вокалом і відповідним іміджем (за що отримала призвісько «sex kitten»).
Кітт дебютувала на Бродвеї у постановці «New Faces Of 1952», після чого отримала всесвітню  славу з різдвяним хітом «Santa Baby» (1953). Кітт мала популярність; в колі впливових осіб багато хто називав її поп- і рок-виконавицею. Режисер Орсон Веллс називав Кітт «найбільш бентежною жінкою у світі».

## Дискографія
- 1955 — Down to Eartha
- 1956 — Thursday's Child
- 1958 — St. Louis Blues
- 1959 — The Fabulous Eartha Kitt
- 1960 — Eartha Kitt Revisited
- 1962 — Bad But Beautiful
- 1965 — Eartha Kitt In Person at the Plaza
- 1990 — Live in London
- 1991 — Thinking Jazz
- 1992 — Eartha Kitt/Doc Cheatham/Bill Coleman with George Duvivier & Co.
- 1994 — I Don't Care
- 1994 — Back in Business
- 1995 — Eartha in New York
- 1995 — Standards: Live
- 1995 — Sentimental Eartha'
- 1996 — My Way: Musical Tribute to Rev. Martin Luther King, Jr.
- 1996 — That Seductive Eartha
- 2004 — In Person at the Plaza [live]
- 2004 — Shinbone Alley Broadway Cast
- 2006 — She's So Good Living
- 2006 — Live from the Cafe Carlyle

## Вибрана фільмографія
- Касба / Casbah (1948)
- New Faces (1954)
- The Mark of the Hawk (1958)
- St. Louis Blues (1958)
- Anna Lucasta (1959)
- Saint of Devil's Island (1961)
- Synanon (1965)
- Хатина дядька Тома / Uncle Tom's Cabin (1965)
- Все про людей / All About People (1967)
- Up the Chastity Belt (1971)
- Friday Foster (1975)
- All By Myself: The Eartha Kitt Story (1983)
- The Serpent Warriors (1985)
- The Pink Chiquitas (1987)
- Dragonard (1987)
- Master of Dragonard Hill (1989)
- Ерік-вікінг / Erik the Viking (1989)
- Living Doll (1990)
- Переляканий дурень Ернест / Ernest Scared Stupid (1991)
- Бумеранг / Boomerang (1992)
- Фатальний інстинкт / Fatal Instinct (1993)
- Unzipped (1995)
- Harriet the Spy (1996)
- Ill Gotten Gains (1997)
- Я прокинувся рано в день моєї смерті / I Woke Up Early the Day I Died (1998)
- The Jungle Book: Mowgli's Story (1998) (voice)
- Походеньки імператора / The Emperor's New Groove (2000)
- The Making and Meaning of We Are Family (2002)
- The Sweatbox (2002) (документальний)
- Anything But Love (2002)
- Скарб / Holes (2003)
- On the One (2005)
- Preaching to the Choir (2005)
- Походеньки імператора 2: Пригоди Кронка / Kronk's New Groove (2005)
- І прийшло кохання / And Then Came Love (2007)

## Роботи на телебаченні
- «What's My Line?» (30 травня 1954 як Mystery Guest)
- «The Nat King Cole Show»
- «I Spy»
- «Batman» (з 1968 року як Catwoman)
- «Mission: Impossible»
- «Lieutenant Schuster's Wife» (1972)
- «To Kill a Cop» (1978)
- «Miami Vice»
- "Desperately Seeking Roger2 (1991)
- «Living Single» (1995)
- «The Nanny» (зірка-гість в 1996)
- «The Wild Thornberrys» (1998)
- «Feast of All Saints» (2001)
- «Santa Baby!» (2001)
- «My Life as a Teenage Robot» (2003) (голос Vexus)
- «Нова школа імператора» (2006–2008) — Ізма

## Сценічні постановки
- «Carib Song» (1945)
- "Bal Negre2 (1946)
- «New Faces of 195» (1952)
- "Mrs. Patterson2 (1954)
- «Shinbone Alley» (1957)
- «Jolly's Progress» (1959)
- «Timbuktu!» (1978)
- «Follies» (Лондон, 1988)
- «The Wild Party» (2000)
- «Cinderella» (~ 2001)
- «Nine» (2003)
- «The Junfan Project» (2005)